# タラール (サリエリ)

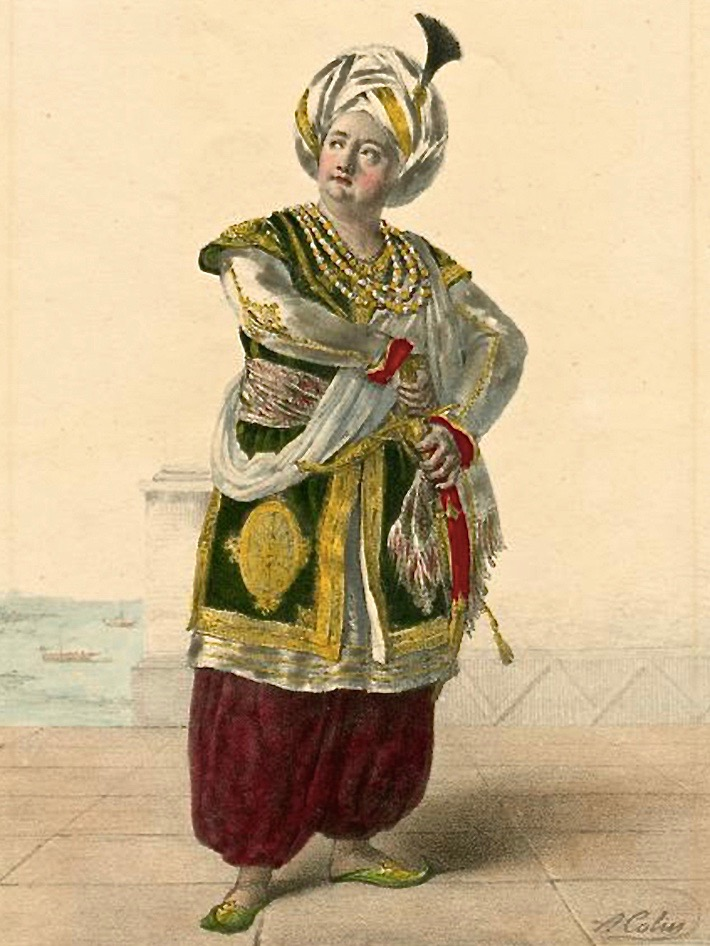
1823年にタラールを演じるアドルフ・ヌーリ

『タラール』（フランス語: Tarare）は、アントニオ・サリエリが作曲したプロローグと全5幕からなるフランス語のオペラ（トラジェディ・リリック、抒情悲劇）で、 1787年 6月8日にパリ・オペラ座にて初演された。リブレットはカロン・ド・ボーマルシェがフランス語で作成した。救出オペラの初期の例と言える作品である。

## 概要

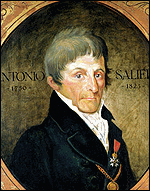
サリエリ

ボーマルシェとサリエリは悲劇に喜劇の要素を盛り込み、エキゾチズムとロマンスそして、現状の政治情勢を暗に揶揄するようなオペラを作成したが、大革命前のフランスの聴衆には強い訴求力を示すことになった。すべての包含された要素に加えて、ボーマルシェの広報力もあり、サリエリは本作の成功に確信を持っていた。
『ニューグローヴ世界音楽大事典』によれば「ボーマルシェがオペラ史上に新しいページを開こうとしていた『タラール』はトラジェディ・リリックのグルック風の考え方にほとんど近づいており、クリストフ・ヴィリバルト・グルックのパリ・オペラに見られる心理的洞察ともいうべきものを特徴としている。舞台作品におけるサリエリは常に場面・場面の雰囲気をつかむ様に努めている。即ち、中心となる主題は単純だが、効果的なものでグルックと同様に対位法はほとんど使用せず、また、オーケストレーションは劇的状況応じて微妙に変化し、決して流れを妨げるようなものにはなっていない。グルックの弟子らしくリズムや単語のアクセントに忠実に従った。フランスの批評家ラ・アルプは『タラール』の音楽をして〈言葉にうまく合い〉、レチタティーヴォは〈表現力に富み〉軽快であると評している。しかし、ウィーン向けの『オルムス』は逆で、主題はありきたり、音楽が言葉より優位になっている。『タラール』でなされた試みには後続がなかったのである」。　

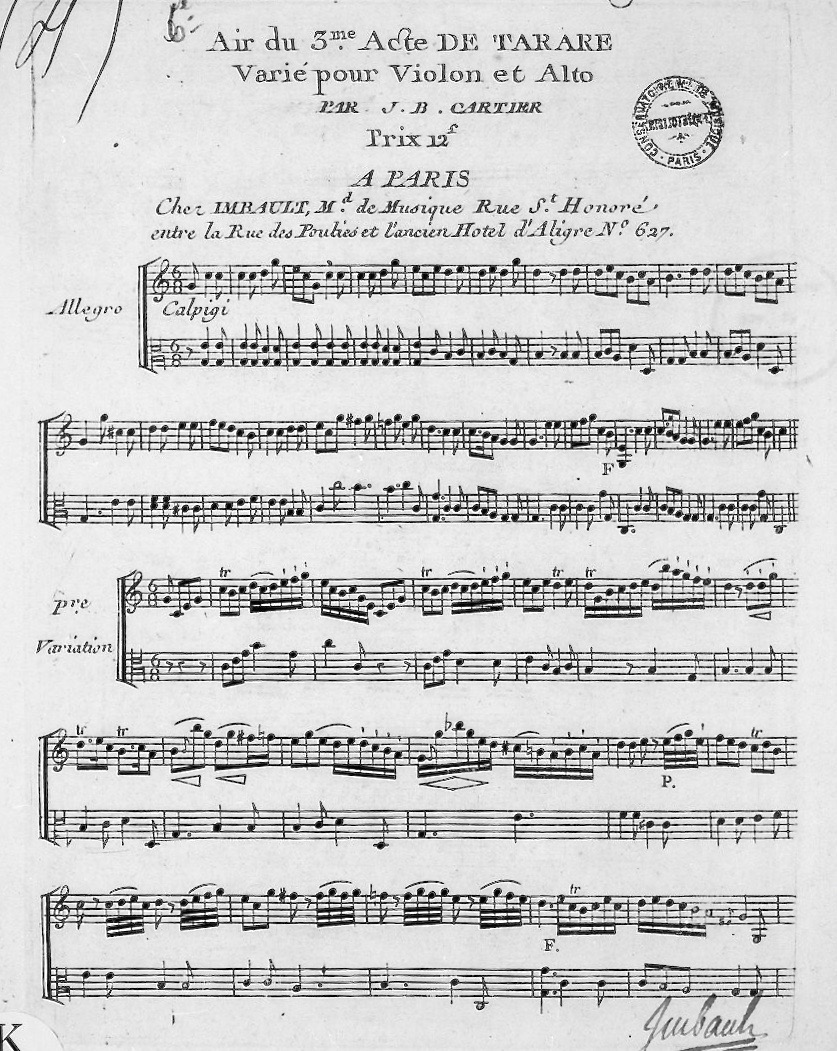
3幕のアリア

サリエリは自分がグルックの模倣者や弟子以上の存在であることを『タラール』で証明した。本作は風変わりな作品ではあるが、力強くかつ変化に富んでいる。歌詞はボーマルシェによって書かれた。これには世に知られた序文がついているが、この高名な『フィガロ』の父はその中で、歌劇についての新しい理論を述べている。即ち彼はいろいろ他の希望を述べている中で、喜劇が悲劇に融合することを望んでいる。サリエリには、舞台に対する知識と熱心さと情熱があった。彼は第二幕の終幕に見るように劇的な場面は上手く作っているが、軽い部分の扱いは凡庸である。それでも、本作は当時における大きな成功の一つである。
「サリエリが最大の勝利を得たのはフランスで、『ダナオスの娘たち』によってグルックの後継者と目された。さらに、この後、圧倒的な成功を収めたのは『タラール』」なのである。これにはウィーンでの上演のためにロレンツォ・ダ・ポンテがイタリア語でリブレットを書いた改作版『オルムズの王アクスール』（Axur, Re d'Ormus）があり、こちらの稿も評判が良かった。

## 初演とその後
1787年6月8日にパリ・オペラ座で行われた初演は大成功を収め、その独創性から「『タラール』はドラマと歌の怪物であり、誰もこのようなものをかつて観たことがない」と評された。なお、不測の事態を警戒した警察がオペラ座周辺に400人の要員を配していたのである。そして、王妃は列席せず、ボーマルシェも姿を消したままだった。
フランス革命勃発後の1790年にはボーマルシェが最終幕に『タラールの戴冠』を加えたヴァージョンも作られ、1826年までに合計131回の上演がオペラ座で行われ、これは『ダナオスの娘たち』の127回を凌ぎ、パリにおけるサリエリの最大の成功作となった。
イギリス初演は1825年8月15日にロンドンのライシアムで行われた。
ウィーンに戻るとヨーゼフ2世が命じて『タラール』のイタリア語版を作らせたのが『オルムスの王アクスール Axur, re d’ Ormus』（1788年1月8日ブルク劇場初演）である。これは台本作家ダ・ポンテが危険思想を薄めて改作し、〈自然〉と〈火の神〉によるプロローグと最終場を除去し、サリエリも音楽をイタリア風のものに書き替えて別のオペラとなっている。

## リブレット

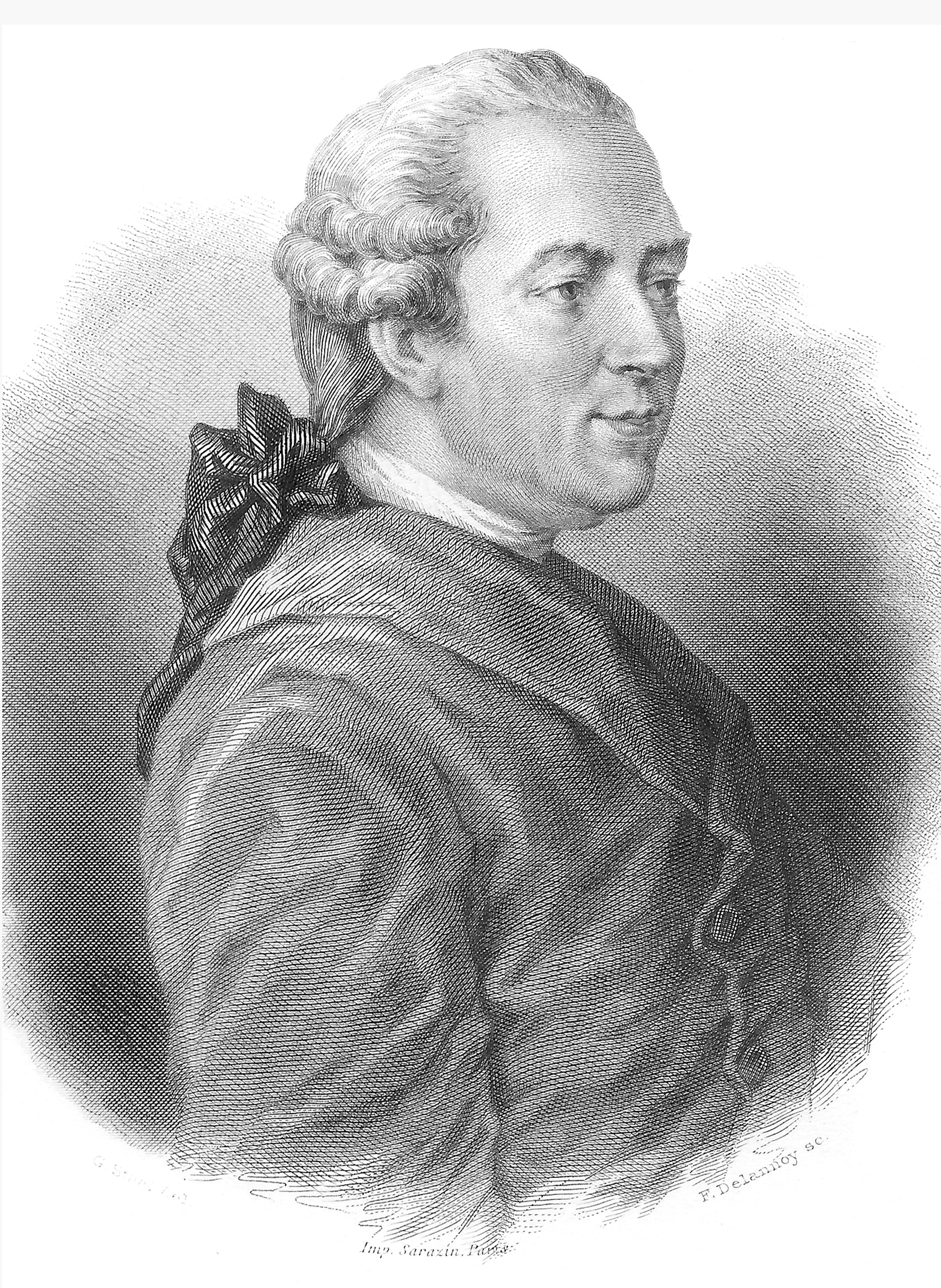
カロン・ド・ボーマルシェ

ボーマルシェがオペラの台本を書こうと思い立ったのは戯曲『セビリアの理髪師』が初演された1775年にまで遡る。当時彼は作曲家にグルックを想定したが、『タラール』が具現化した1784年に彼の前に現れたのはサリエリだった。『ダナオスの娘たち』と戯曲『狂おしき一日、あるいはフィガロの結婚』の成功が両者を引き合わせたのである。最初に動いたのはボーマルシェだった。彼は当時既に完成していた本作の台本を貴族のサロンで朗読して好評を博すと、これをオペラ座の理事会に持ち込んだ。理事会は採用を決定し、サリエリへの作曲依頼を了承した。
ボーマルシェは本作の物語のプロットをジェイムズ・リドリーによる『ジェニーの物語』（1764年出版）の中の第二巻の第８話『サダックとカラスラーデ』（Sadak and Kalasrade）からとっているが、これは『千夜一夜物語』から着想を得ている。
『タラール』のなかには『フィガロの結婚』を思わせるような多数のキャラクターが現れる。そして、同様に、王位や宗教に対する批評も登場する。この作品の基本的な思想はプロローグからタラールが王位につき、ユルソンとカルピージが彼に従い、自由と法と平等で国を治めることになる終幕まで、明確に表現されている。

## 楽曲
サリエリは色彩的な管弦楽法を駆使し、シンバルや大太鼓などトルコ風の打楽器を伴う第1幕の序曲、合唱曲、バレエ音楽を作曲した。劇はグルックの先例に倣って雄弁な管弦楽伴奏レシタティフで進められ、アリアに当たるエールの大半は前奏無しに始まるフランス風の短い歌の形式だが、イタリア様式のアリアもある。中でもユニークなのが、歌手となるべく去勢された喜劇的なイタリア人奴隷カルピージのクプレ〈私はフェッラーラで生まれ〉の軽妙で庶民的な旋律である。『ダナオスの娘たち』、『オラース家』との決定的な違いはこうしたフランスとイタリアの様式的混交にあり、悲劇と喜劇を混合させるボーマルシェの意図も見事に実現されている。

## 楽器編成
- 木管楽器: フルート2、オーボエ2、クラリネット2、バスーン2
- 金管楽器:ホルン2、トランペット2、 トロンボーン3
- 打楽器:ティンパニ、シンバル、大太鼓
- 弦五部

## 演奏時間
プロローグ：約20分、第1幕：約30分、第2幕：約25分、第3幕：約46分、第4幕：約18分、第5幕：約25分　合計：約2時間45分

## 登場人物
| 人物名                                                                       | 原語              | 声域             | 役                                    | 初演時のキャスト 指揮者：ジャン＝バティスト・レイ                  |
| ---------------------------------------------------------------------------- | ----------------- | ---------------- | ------------------------------------- | ------------------------------------------------------------------ |
| タラール                                                                     | Tarare (soldat)   | テノール         | 将校                                  | エティエンヌ・レネ                                                 |
| アナスタジー イルザ                                                          | Astasie Irza      | ソプラノ         | タラールの妻                          | アンリ・ラリヴェー                                                 |
| アタール                                                                     | Atar              | バス             | オルミュズの王                        | オーギュスタン=アタナーズ・シェロン （Augustin-Athanase Chéron）   |
| 自然                                                                         | La Nature         | ソプラノ         | 擬人化された自然の神                  | シュザンヌ・ジョワンヴィル （Suzanne Joinville）                   |
| 火の神                                                                       | Le Génie du Feu   | バスバリトン     | －                                    | ルイ=クロード=アルマン・シャルダン （Louis-Claude-Armand Chardin） |
| スピネット                                                                   | Spinette          | ソプラノ         | 女性歌手                              | アデライード・ガヴォダン                                           |
| カルピージ                                                                   | Calpigi           | オート・コントル | 奴隷宦官 アタールのハーレムの守護者   | ジャン＝ジョゼフ・ルソー （Jean-Joseph Rousseau）                  |
| 女性の影                                                                     | Une ombre femelle | ソプラノ         | －                                    | アンヌ=マリー=ジャンヌ・ガヴォダン （Anne-Marie-Jeanne Gavaudan）  |
| アルテネ                                                                     | Arthenée          | バス             | ブラームの大司祭 （アルタモールの父） | マルタン=ジョゼフ・アドリアン （Martin-Joseph Adrien）             |
| ユルゾン                                                                     | Urson             | バス             | アタールの守備隊長                    | モロー氏                                                           |
| アルタモール                                                                 | Altamort          | バス             | アタールの将軍                        | シャトーフォール氏                                                 |
| エラミール                                                                   | Elamir            | ボーイソプラノ   | 幼い神官                              | ジョゼフ=フランソワ=ナルシス・カルボネ                             |
| 合唱：生命の司祭、死の司祭、ハーレムの奴隷、アタールの警護員、兵士、民衆など |                   |                  |                                       |                                                                    |

## あらすじ
時と場所： 1680 年頃、ペルシア湾の王国オルムス
プロローグ　

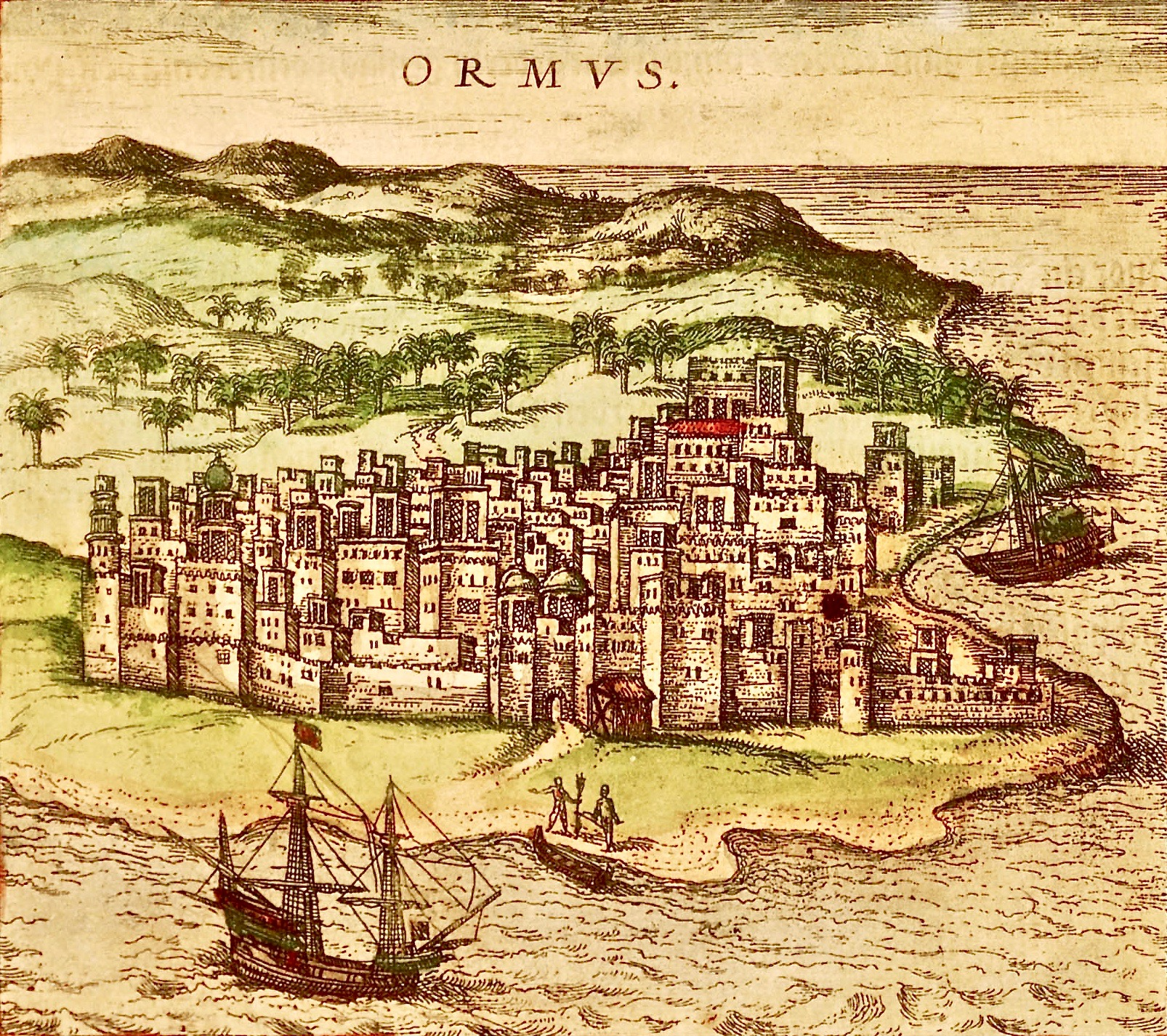
オルムス

嵐を描写する激しい序曲がアレグロで始まり、最高潮に達すると終止せず、自然の神がドラマティックに歌い始め、〈風の合唱〉が応じて嵐が鎮まる。天上の世界から地上の人間界の混乱を見かねた自然の神と火の神が変化に富む音楽に乗って対話し、創造された人間達の無関心な態度に、神々は感性豊かな人間が必要であると考え、協議の結果、新たに二人の人間を創ることにした。その一人はアジアの皇帝となるべく定められたアタール、もう一人は兵士となるべく定められたタラールである。神々は40年後に彼らが地上でいかなる状況になるか観察することにする。〈空気の精〉の合唱が永遠の知恵を称える。

### 第1幕
ペルシアの海岸に臨むオルムスの皇帝アタールの宮殿の一室

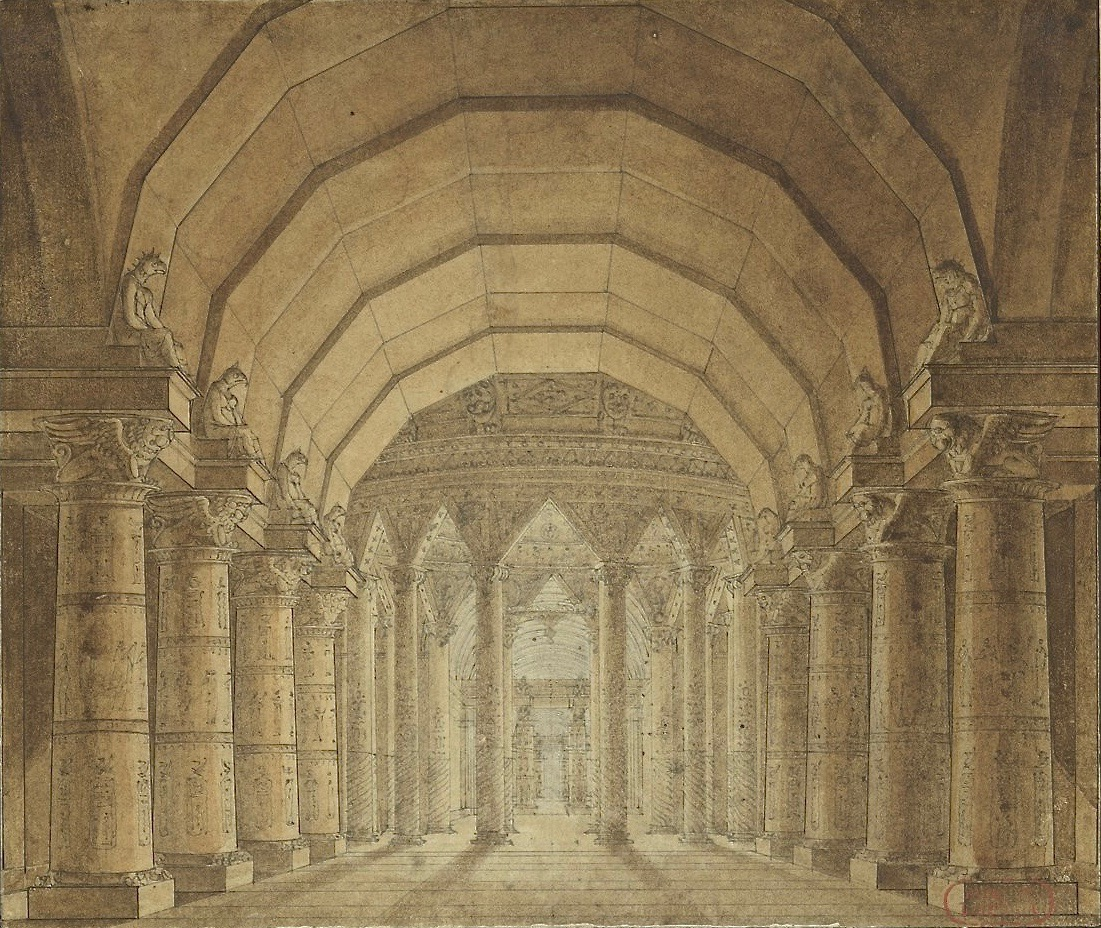
アタールの宮殿

残酷な専制君主の皇帝アタールは、イタリア人奴隷で宦官のカルピージから、勇敢な軍将タラールが兵士たちに愛されていると聞かされる。タラールはアタールとカルピージの命を救った後、妻のアナスタジーと隠遁生活をしていたのだった。タラールの幸福な生活と羨み、嫉妬にかられた皇帝は、タラールのライバルでバラモン教の大祭司であるアルテネの息子であり、将官でもあるアルタモールを使ってタラールの家を焼き払わせ、その妻アスタジーを誘拐することを命令する。首尾よく誘拐に成功するとアタールは宮中で祝祭を開き、その中で、アジアのすべてをアナスタジーに捧げ、彼女にイルザと言う名前を名乗ることを強要して、アスタジーを後宮に幽閉ししてしまう。この悪事を知らぬタラールが皇帝の前で、敵に家を焼かれ、奴隷たちが殺されたと自分が受けた侮辱に悲憤する。皇帝は知らんふりをして、それでは屋敷と100人の女奴隷を与えようと答える。それでもアスタジーを愛するタラールが嘆き悲しむと、皇帝は兵士が女一人のことで嘆くとはと嘲笑する。そしてタラールが敵国に妻を誘拐されたと信じると、タラールが妻アナスタジーを探す旅に出ることに同意し、船を与える。皇帝は裏でアルタモールにタラールを殺す命令を下し、アルタモールをタラールの旅に同行させる。カルピージはタラールにすべてを告げる決意をする。一方、アタールはアナスタジーの愛を獲得できるとほくそ笑む。

### 第2幕
王宮と寺院の前の広場

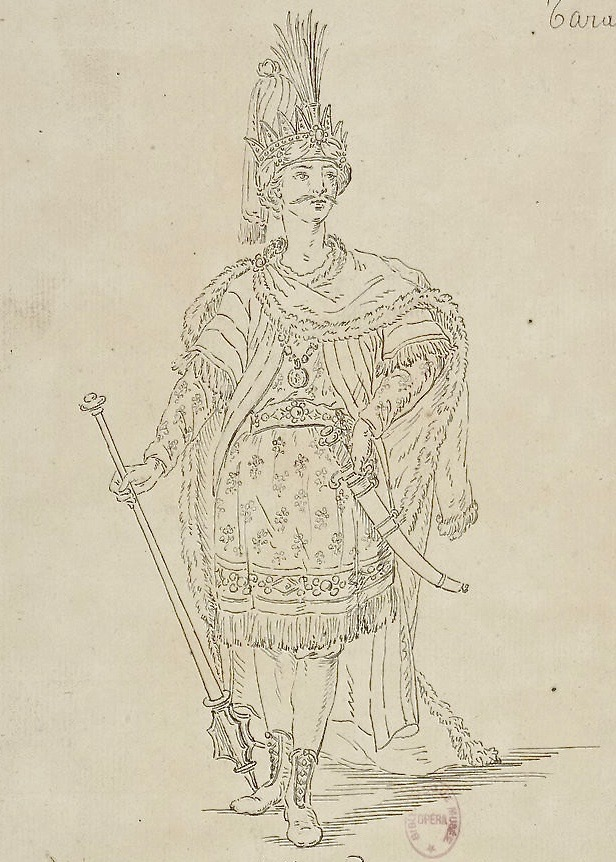
アタール、1787年

大祭司アルテネが皇帝アタールに面会し、異国のキリスト教徒の野蛮人が国を侵略しにやって来ると告げる。敵に勝つためには優れた将軍が必要と言われた皇帝は、将軍としての優れた資質と経験を有しているタラールではなく大祭司の息子アルタモールを選ばせることにする。一方カルピージと再会したタラールは妻がイルザの偽名で後宮にいるというアタールの裏切りについて教えられ、彼女を取り戻す決意を固める。バラモン教の儀式が行われ、アルタモールとタラールのどちらが将軍に相応しいか神託が下されるところである。大祭司アルテネは計略を巡らし子供の神官エラミールにアルタモールの名を言わせようとするが、意に反してからタラールの名が神託で告げられる。民衆と兵士たちが歓喜し、トルコ風の打楽器を交えた華やかな全員合唱でタラールに従おうと歌う。怒ったアルタモールはタラールに決闘を挑むが、アルテネは辛うじて二人の決闘をやめさせる。

### 第3幕
後宮の庭

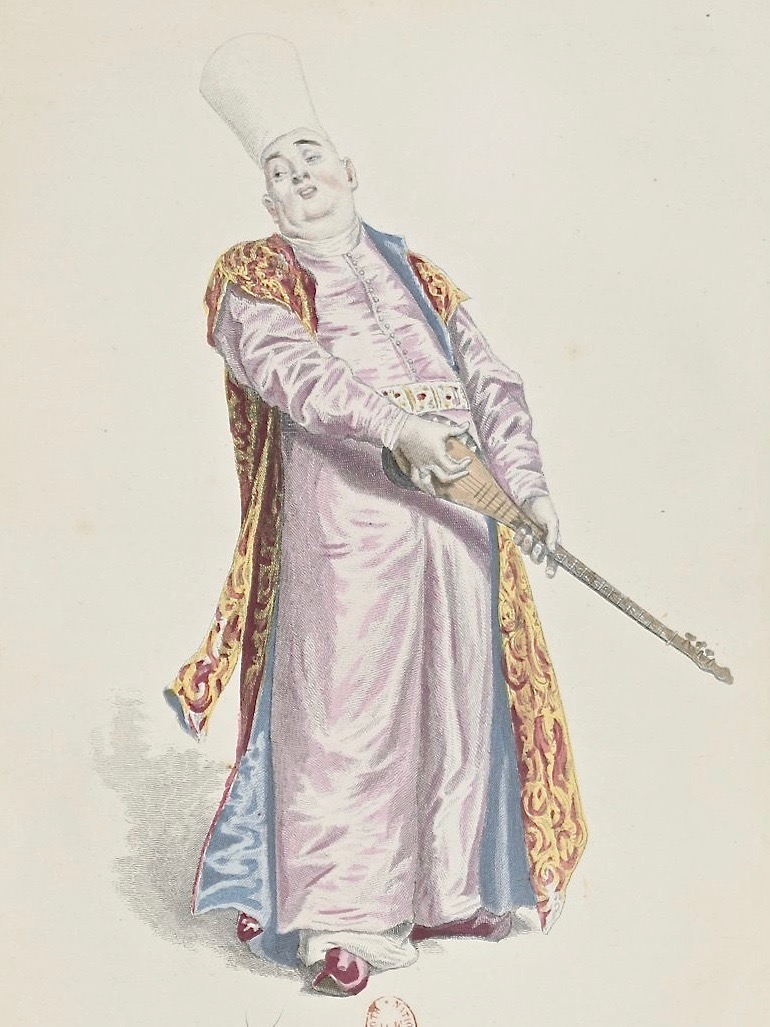
カルピージ、1876年

カルピージがイルザ（アナスタジー）のための祝宴の準備をしている。アタールの護衛のユルソンはアルタモールがタラールを戦場で殺害しようとして逆に殺されたと伝える。アタールは、祝宴の席上、人々の前でアスタジーを王妃に迎えようと決め、奴隷たちに歌と踊りを命じる。祝宴が始まり、バレエと合唱が続くが、余興のバレエ音楽の間に、女の羊飼いと農夫による劇中劇と舞踏が演じられる。客たちはヨーロッパで通用している一夫一妻制よりハーレムの楽しみの方が良いと言う。アナスタジーは王妃の冠を与えられる。歌を求められたカルピージは、イタリア風の明るく洒脱な〈アリア〉「私はフェッラーラで生まれた」（Je suis natif de Ferrare）バルカロールのリズムでカルピージが歌手となるべく去勢された自分が海賊に捕われ、奴隷として売られた経緯を歌うなか、命の恩人タラールの名を口にする。それを聞いて一同驚きの声をあげ、驚きのあまり失神したアスタジーが運び出され、客人たちは退散する。その間タラールは後宮の庭に忍び込み、カルピージの助けで口のきけない黒人に変装する。戻った皇帝は見知らぬ黒人に死刑を命じるが、すぐに気が変わり、アスタジーへの妃になるのを拒んだ罰としてこの黒人と結婚させることにする。

### 第4幕
アスタジーの部屋の中

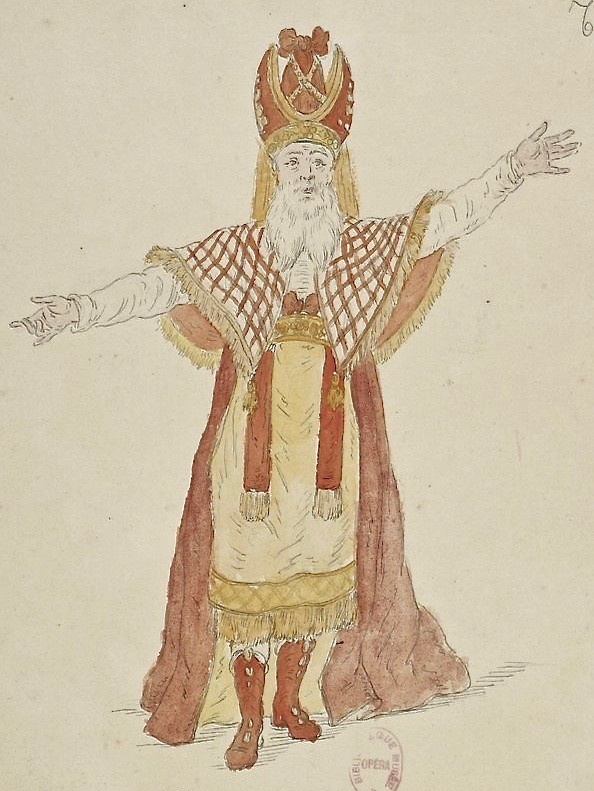
アルテネ、1787年

絶望したアスタジーは死ぬことを望み、カルピージの妻の女奴隷スピネットに慰められる。スピネットはアタールとの結婚がどんなに有利かを説得する。そこにカルピージが来て、王がアスタジーを後宮にいる口のきけない男の妻にするよう命じたと告げる。アスタジーの求めで衣装を交換したスピネットはタラールと対面してアスタジーに成りすまし、タラールに忠誠を誓う。カルピージはスピネットには奴隷の正体を告げてあったのである。タラールは本物のアナスタジーと会っていると勘違いする。スピネットはこのままタラールを自分のものにしてしまいたいと思う。だが、再び気が変わった皇帝アタールはこの奴隷を殺して海に捨ててしまおうと考える。そして、兵士たちに命令して、口のきけない男を逮捕する。カルピージは怒って彼がタラールであると明かし、権力を乱用する者は自らを滅ぼす、と暴君を非難する。

### 第5幕
王宮の中庭
タラールとアスタジーが再会するが、残酷な皇帝はアスタジーにタラールの処刑を見せようとする。タラールとアスタジーは火刑台に上がる前に最後の抱擁をする。アスタジーは夫と共に死ぬ決意をする。その時、カルピージが現れ、軍隊が反乱を起こし、タラールを司令官にすることを要求し、民衆も同調し、タラールを殺せば、その報復をすると告げる。タラールは「私は王の臣下であるぞ」と言って彼らを制するが、民衆は「タラール、タラール」の叫びをあげる。「余は、まだお前たちの王であるか？」と問うた皇帝は民衆に否定され、絶望のあまり短刀で自害する。民衆はタラールの戴冠を求め、彼はこれを辞退するものの、人々の声に従ってそれを受け入れる。偉大な王タラールを称える輝かしい歓喜の合唱となる。すると幽玄な音楽に転じ、雲に乗って自然の神と火の神が降臨し、壮麗な管弦楽と合唱を挟み、2人の神がユニゾンで力強くこの物語の教訓を「人間の偉大さは地位ではなく、性格によって決まる」と厳粛に唱和する。

## 主な全曲録音・録画
| 年   | 配役 タラール アナスタジー アタール 自然 カルピージ スピネット アルテネ                                                                                     | 指揮者 管弦楽団 合唱団                                                                         | レーベル |
| ---- | --- | ---------------------------------------------------------------------------------------------- | --- |
| 1988 | ハワード・クルック ゼハヴァ・ガル ジャン＝フィリップ・ラフォン ガブリエレ・ロスマニス エーバーハルト・ローレンツ アンナ・カレブ ニコラ・リヴァンク          | ジャン＝クロード・マルゴワール ドイツ・ヘンデル・ゾリステン 演出: ジャン＝ルイ・マルティノティ | DVD: Art Haus Musik EAN:0807280055795 カールスルーエ・バーデン州立劇場、 シュヴェツィンゲン音楽祭と パリ・オペラ座との共同制作 |
| 2018 | シリル・デュボワ カリーヌ・デエ ジャン=セバスティアン・ブ ユディト・ファン・ワンロイ アンゲラン・ド・イス ユディト・ファン・ワンロイ タシス・クリストヤニス | クリストフ・ルセ レ・タラン・リリク ヴェルサイユ・バロック音楽センター合唱団                   | CD: Aparte EAN:5051083143509 2019年度レコード・アカデミー賞 オペラ部門受賞 世界初録音                                          |